# 抱龙镇
抱龙镇，是中华人民共和国重庆市巫山县下辖的一个乡镇级行政单位。

## 行政区划
抱龙镇下辖以下地区：
龙河社区、抱龙村、紫鹅村、桃花村、马坪村、云雾村、庙梁村、洛阳村、鸡冠村、埃峰村、青石村、新合村、贺家村、埠头村、黄池村、犀牛村、大树村和泉水村。